# دنگ جون
دنگ جون (انگلیسی: Deng Jun؛ زادهٔ ۲۸ نوامبر ۱۹۵۶) بازیکن واترپلو اهل چین بود.
وی در مسابقات کشوری و بین‌المللی در مجموع برندهٔ ۲ مدال طلا شده‌است.